# BRP Sierra Madre
Le BRP Sierra Madre (LT-57) est un chaland de débarquement de la Marine philippine, volontairement échoué en 1999 sur le banc Second Thomas dans les îles Spratley, en mer de Chine méridionale, pour servir d'avant-poste au Corps des Marines des Philippines afin d'affirmer la souveraineté philippine dans le différend du pays avec la Chine sur la propriété de l'archipel. En 2024, il remplit toujours cette fonction.
L'USS LST-821, lancé en 1944, rebaptisé USS Harnett County (LST-821/AGP-281) en 1955, était un chaland de débarquement de la classe LST-542 Landing Ship Tank construit pour la marine américaine pendant la Seconde Guerre mondiale. Il fut transféré en 1970 à la marine de la République du Vietnam du Sud, qui le renomma RVNS My Tho (HQ-800). Après la guerre du Viêt Nam, le navire fut transféré à la Marine philippine, qui lui donna son nom actuel en 1976.

## Histoire

### Dans la marine des États-Unis
La quille de l'USS LST-821 a été posée le 19 septembre 1944 à Evansville dans l'Indiana par la Missouri Valley Bridge & Iron Company. Le navire a été lancé le 27 octobre 1944, parrainé par Mme. Hugh Robertson, Sr. Le LST-821 a été mis en service le 22 novembre 1944 sous le commandement du lieutenant CJ Rudine.

#### Durant la Seconde Guerre mondiale
Pendant la Seconde Guerre mondiale, le LST-821 fut affecté sur le théâtre Asie-Pacifique, passant la majeure partie du reste de la Seconde Guerre mondiale à transporter des fournitures autour des ports du Pacifique occidental comme Eniwetok, Okinawa, Ie-jima, Ulithi et Guam avant l'invasion prévue de l'archipel japonais. Le LST-821 gagna une Battle Star pour son service pendant la Seconde Guerre mondiale. Après la capitulation du Japon en septembre 1945, le navire aida à l'occupation américaine du pays. Le 11 décembre, il retourna aux États-Unis où il fut décommissionné et mis en réserve le 8 juillet 1946.
Le 1er juillet 1955, tous les LST restants reçurent des noms de comtés américains ; Le LST-821 fut ainsi nommé USS Harnett County (LST-821) du nom du comté de Harnett en Caroline du Nord.

#### Durant la guerre du Vietnam

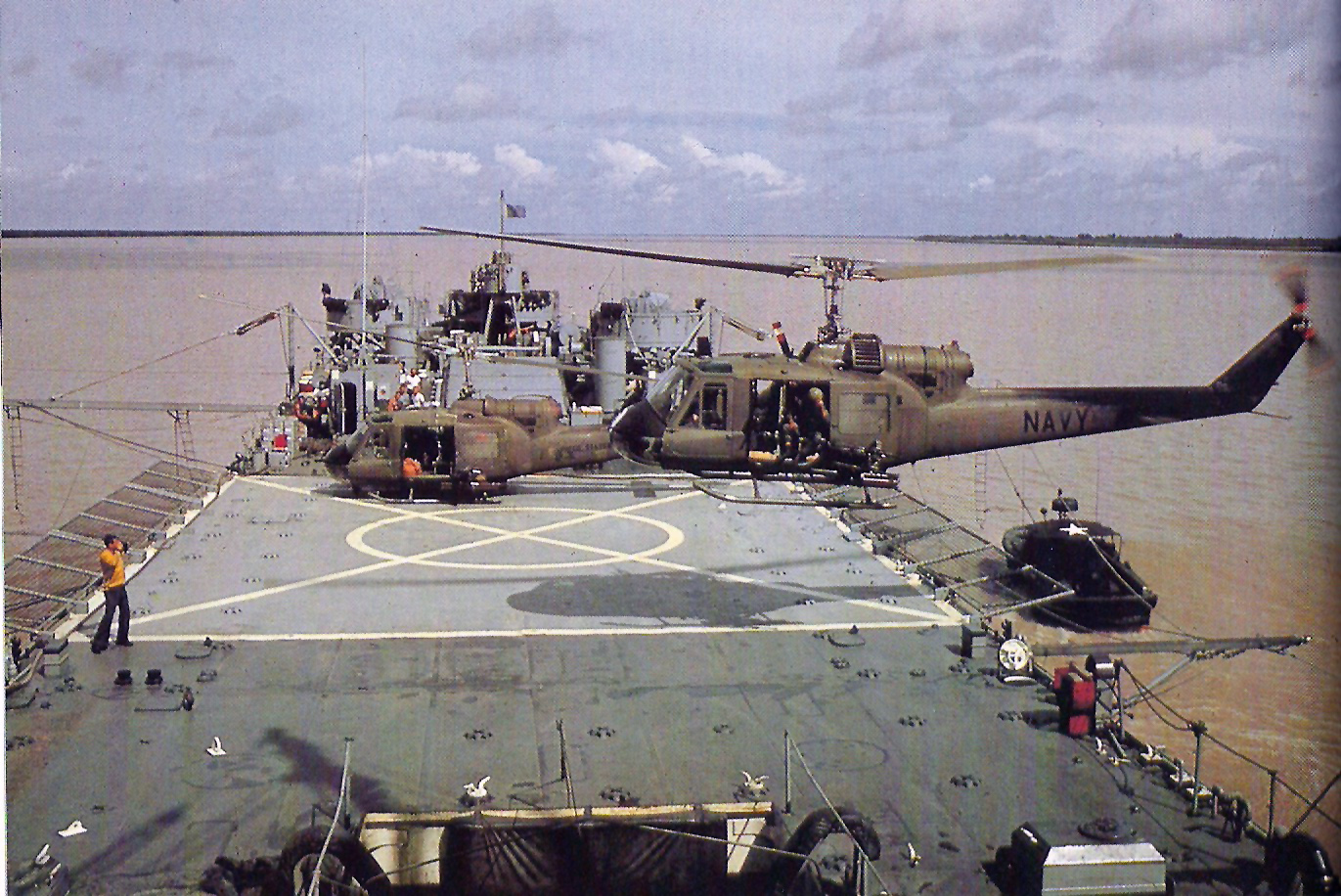
Un UH-1E Huey atterrit sur le pont d'envol du Harnett County dans le delta du Mékong en octobre 1967.

Remis en service le 20 août 1966 au Mare Island Naval Shipyard, à Vallejo en Californie[réf. nécessaire], le Harnett County a vu son service étendu pendant la guerre du Viêt Nam. Avec les autres navires de débarquement de chars Garrett County, Hunterdon County et Jennings County, le Harnett County fut modernisé pour devenir une base flottante dans le delta du Mékong dans le cadre de la force fluviale mobile. Lors de son radoub, le navire fut équipé d'une zone d'atterrissage pour hélicoptères et d'installations de maintenance pour les hélicoptères de combat UH-1B Seawolf, d'installations d'amarrage pour patrouilleurs (PBR) et d'équipements de communication plus modernes. Le navire prendrait en charge dix PBR et deux canonnières, et pourrait fournir un appui-feu rapproché avec ses canons de 40 mm. Le Harnett County fut affecté à ce rôle le 12 janvier 1967 et fut alors désigné Patrol Craft Tender (AGP-821) pour la durée de son service, jusqu'à la fin de 1969. Le 12 octobre 1970, le navire fut désarmé à Guam.
Au cours de son service au Vietnam, l'équipage du Harnett County a reçu deux citations d'unité présidentielle pour « héroïsme extraordinaire » et « superbe performance ». Le navire a également reçu une neuvième Battle Star et trois Navy Unit Commendations.

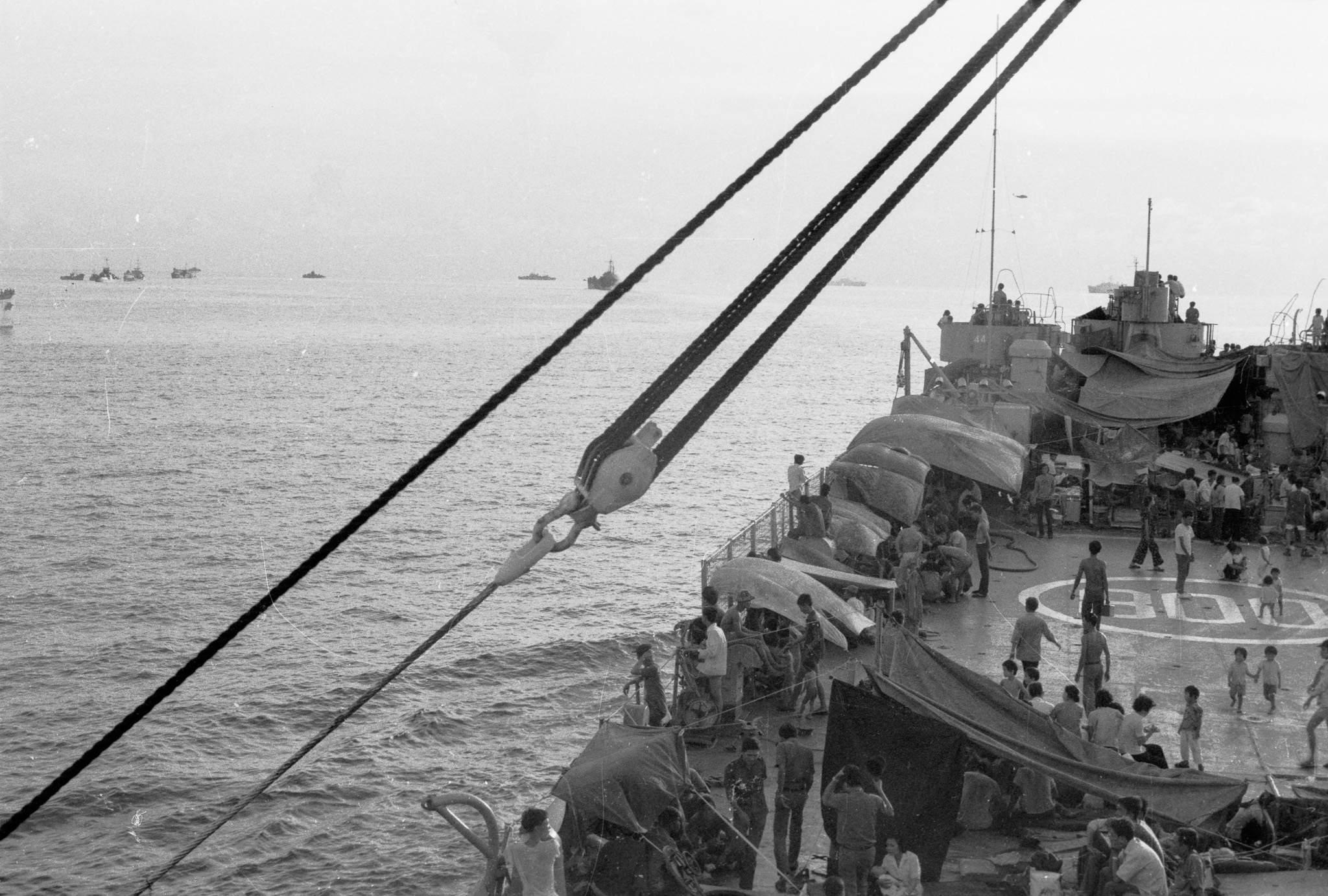
My Tho transportant des réfugiés vietnamiens à Subic Bay après la chute de Saïgon.

Les États-Unis transfèrent le Harnett County à la République du Sud-Vietnam dans le cadre du programme d'assistance à la sécurité le 12 octobre 1970 et l'ont renommé RVNS My Tho (HQ-800). My Tho continuerait à servir dans la guerre fluviale jusqu'en avril 1975. À ce moment-là, la chute de Saïgon était considérée comme inévitable.
Lors de la chute de la ville, My Tho fut chargé au maximum, avec plus de 3 000 réfugiés de la ville, et navigua en aval de la rivière vers la mer. Il y rejoint une flotte d'autres navires sud-vietnamiens pour un rendez-vous avec l'USS Kirk (DE-1087). La situation à bord du navire était désespérée, la nourriture et les fournitures médicales étant devenues si basses qu'un hélicoptère quitta le My Tho et atterrit sur le Kirk afin de réapprovisionner le navire en détresse. La flottille arriva à baie de Subic aux Philippines où les réfugiés furent débarqués. En échange de l'aide pour héberger les Sud-Vietnamiens, les États-Unis négocièrent un accord par lequel ils garantiraient que tous les navires opérationnels amarrés dans la baie verraient leur propriété transférée aux Philippines.

### Dans la Marine philippine
Le navire est resté amarré à Subic Bay pendant près d'une année complète. La marine philippine a officiellement acquis le navire le 5 avril 1976 et le renomma BRP Dumagat (AL-57). Il fut rapidement rebaptisé BRP Sierra Madre (LT-57) d'après la chaine de montagne des Philippine éponyme. Le navire continua à fonctionner comme un transport amphibie pendant les décennies suivantes jusqu'aux années 1990.

#### Différend des îles Spratley
En 1999, la marine philippine l'échoua intentionnellement sur le banc Second Thomas afin de maintenir la revendication territoriale des Philippines sur la région. Depuis lors, un détachement de marines philippins est continuellement stationné à bord du Sierra Madre pour assurer une présence militaire sur site. Les garde-côtes chinois patrouillent fréquemment dans la zone et tentent d'empêcher le réapprovisionnement de ces marines philippins. En 2013, le New York Times a visité le navire et rendu compte de la vie de la poignée de marines stationnés là-bas et du rôle du Sierra Madre dans la géopolitique de la mer de Chine méridionale. On peut déduire de l'article que le Sierra Madre ne naviguera plus jamais, mais a gagné en importance en raison de son rôle d'avant-poste dans le conflit des îles Spratley.

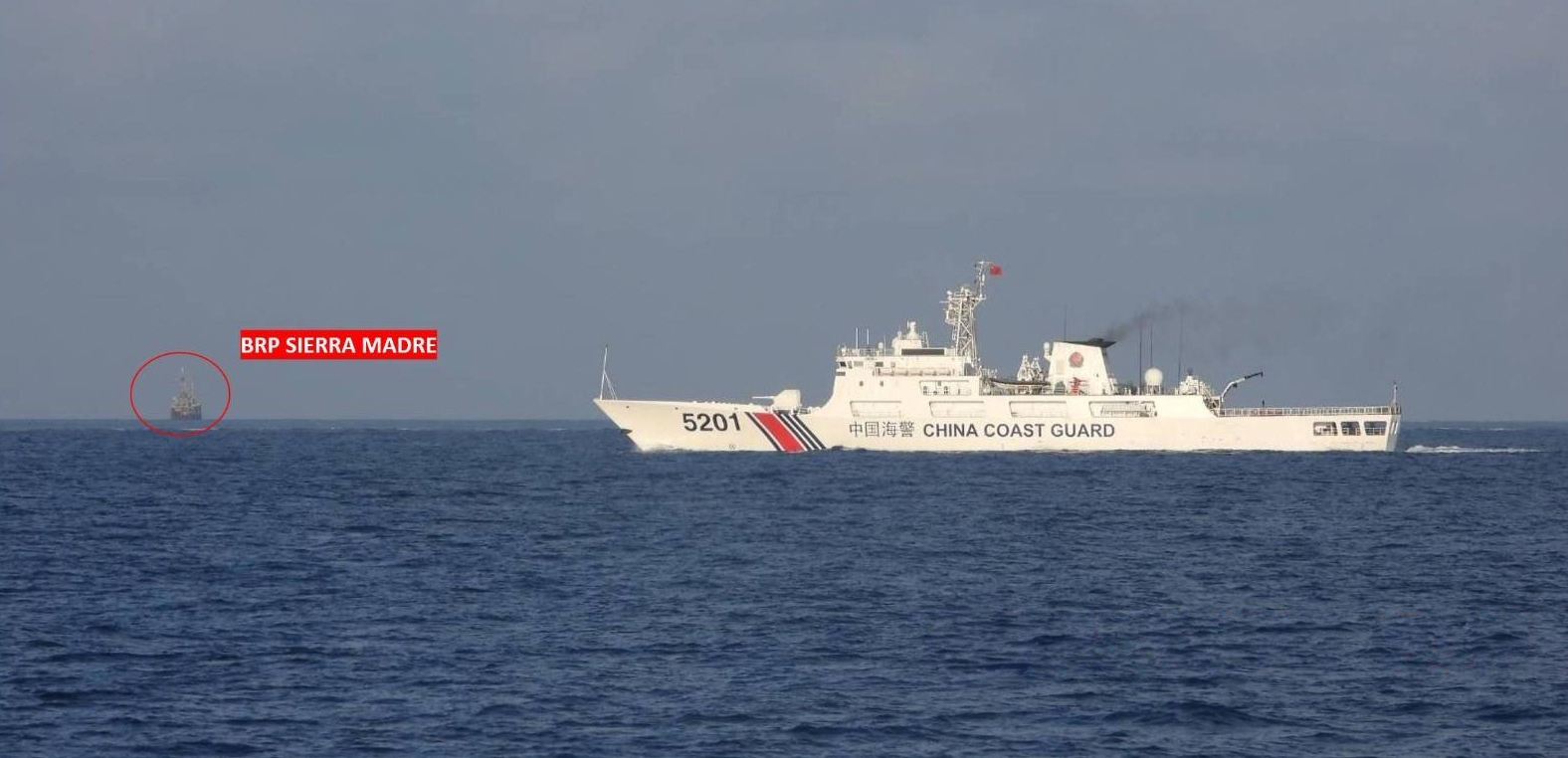
Un navire de la Garde côtière chinoise (premier plan) au large de Second Thomas Shoal, où le BRP Sierra Madre (arrière-plan) a été échoué.

Le 11 mars 2014, le gouvernement philippin protesta auprès du chargé d'affaires chinois à Manille que les garde-côtes chinois avaient empêché le 9 mars deux navires civils loués par la marine philippine pour l'échange du personnel et la livraison de fournitures à la Sierra Madre. C'était la première fois que les forces chinoises intervenaient dans le réapprovisionnement du navire. Le 13 mars, les Philippines menèrent une mission aérienne de ravitaillement des marines. Le 1er avril 2014, la marine philippine a réussi à faire passer un bateau de pêche avec du ravitaillement et de marines de remplacement malgré le blocus chinois .
En septembre 2014, Rupert Wingfield-Hayes, reporter pour la BBC, s'est rendu sur le Sierra Madre qui restait bloqué par les garde-côtes chinois. À cette époque, l'approvisionnement pour la garnison des 11 marines philippins a été larguées par voie aérienne. Le navire a été décrit comme étant en mauvais état : « Les flancs du navire sont parsemés de trous massifs. Les vagues les traversent jusque dans la cale du navire. »
En juillet 2015, le porte-parole de la Marine philippine, le colonel Edgardo Arevalo, a déclaré qu'ils effectuaient actuellement des réparations d'entretien sur le navire pour assurer l'habitabilité minimale du navire.
En novembre 2021, des navires des garde-côtes chinois ont harcelé et bloqué deux bateaux civils ravitaillant les marines philippins stationnés au Second Thomas Shoal.
Durant sa présidence (2016-2022), Rodrigo Duterte aurait passé un accord informel avec son homologue chinois afin de ne pas réparer le navire. Son successeur, Ferdinand Marcos Jr., décide de reprendre les opérations de réparation de l'épave, refusant de poursuivre l'accord oral convenu par le gouvernement précédent. Cette décision ravive la crise avec la Chine, dans un contexte où le gouvernement chinois souhaite un contrôle total de la mer de Chine méridionale. Le 23 mars 2024, à l'aide de canons à eaux, les garde-côtes chinois empêchèrent le ravitaillement de l'avant-poste philippin. Le retour de tensions exacerbées autour du Sierra Madre, ont été mises à la discussion lors d'un sommet tripartite rassemblant le président philippin, le premier ministre japonais Fumio Kishida et le président américain Joe Biden, le 11 avril 2024 à Camp David. Il y a été acté un soutien logistique accru envers Manille, ainsi que la mise en place de manœuvres militaires conjointes entre les armées pour tenter de contrecarrer l'ambition chinoise dans la région.